# Passiflora gracilis
Passiflora gracilis je biljna vrsta iz porodice Passifloraceae.